# 遼寧翼龍屬
遼寧翼龍屬（屬名：Liaoningopterus）意為「遼寧的翼」，屬於翼龍目翼手龍亞目，化石發現於中國遼寧省朝陽市的九佛堂組，年代為下白堊紀的巴列姆階到阿普第階。
在2003年，汪筱林等人將這些化石進行敘述、命名，模式種是顧氏遼寧翼龍（Liaoningopterus gui）。屬名意為「遼寧的翼」；種名則是以中國無脊椎動物學家顧知微為名，他曾對熱河群的化石研究做出貢獻。 
遼寧翼龍的正模標本（編號IVPP V-13291）是一個遭到擠壓破碎的部份頭顱骨與身體骨骼，包含下頜、牙齒、頸椎、以及翼部的骨頭。遼寧翼龍是種大型翼龍類，被命名的時候是中國最大的翼龍類，頭顱骨長度估計為61公分，翼展估計為5公尺，頭顱骨長而低矮，上下頷的前端具有低矮冠飾。口鼻部的低矮冠飾長12公分，高1.7公分，外形對稱。上頜的下緣形狀筆直。牙齒只存在於嘴部前端，牙齒長而粗壯，較前端的牙齒比較大。上頜第四顆牙齒的長度為8.1公分，是已知最大型的翼龍類牙齒。下頜的最長牙齒只有4.1公分長。這個標本的牙齒長度不一，研究人員這代表這個個體死前正在替換牙齒。上頜共有20對牙齒，下頜共有13或14對牙齒。
遼寧翼龍的頸椎長度為4.6公分，高度為3.4公分。根據翼部骨頭的第一指骨，顯示完整長度約為50公分。研究人員根據遼寧翼龍的長、尖狀口鼻部，而認為牠們是魚食性動物。在2008年，季強提出遼寧翼龍、古魔翼龍、脊頜翼龍互為最近親。大衛·安文（David Unwin）則提出遼寧翼龍屬於鳥掌翼龍科。
汪筱林根據口鼻部冠飾形狀，而將遼寧翼龍歸類於古魔翼龍科（Anhangueridae）。在2006年，呂君昌公布一份親緣分支分類法研究，提出遼寧翼龍是種原始古魔翼龍科

## 外部連結
- 遼寧翼龍 The Pterosaur Database網站
- 遼寧翼龍 The Pterosauria網站